# Acero (Borzonasca)
Acero (Axeru nel dialetto locale) è una frazione di 23 abitanti del comune di Borzonasca nella città metropolitana di Genova, nella valle Sturla, a circa 800 metri sul livello del mare. Si trova a 15 chilometri, in direzione nord, dal capoluogo comunale ed è raggiungibile attraverso la strada statale 586 della Valle dell'Aveto (collegata alla frazione dalla strada comunale Acero – passo della Forcella) e attraverso la strada comunale Acero – Belpiano – Brizzolara.

## Geografia fisica

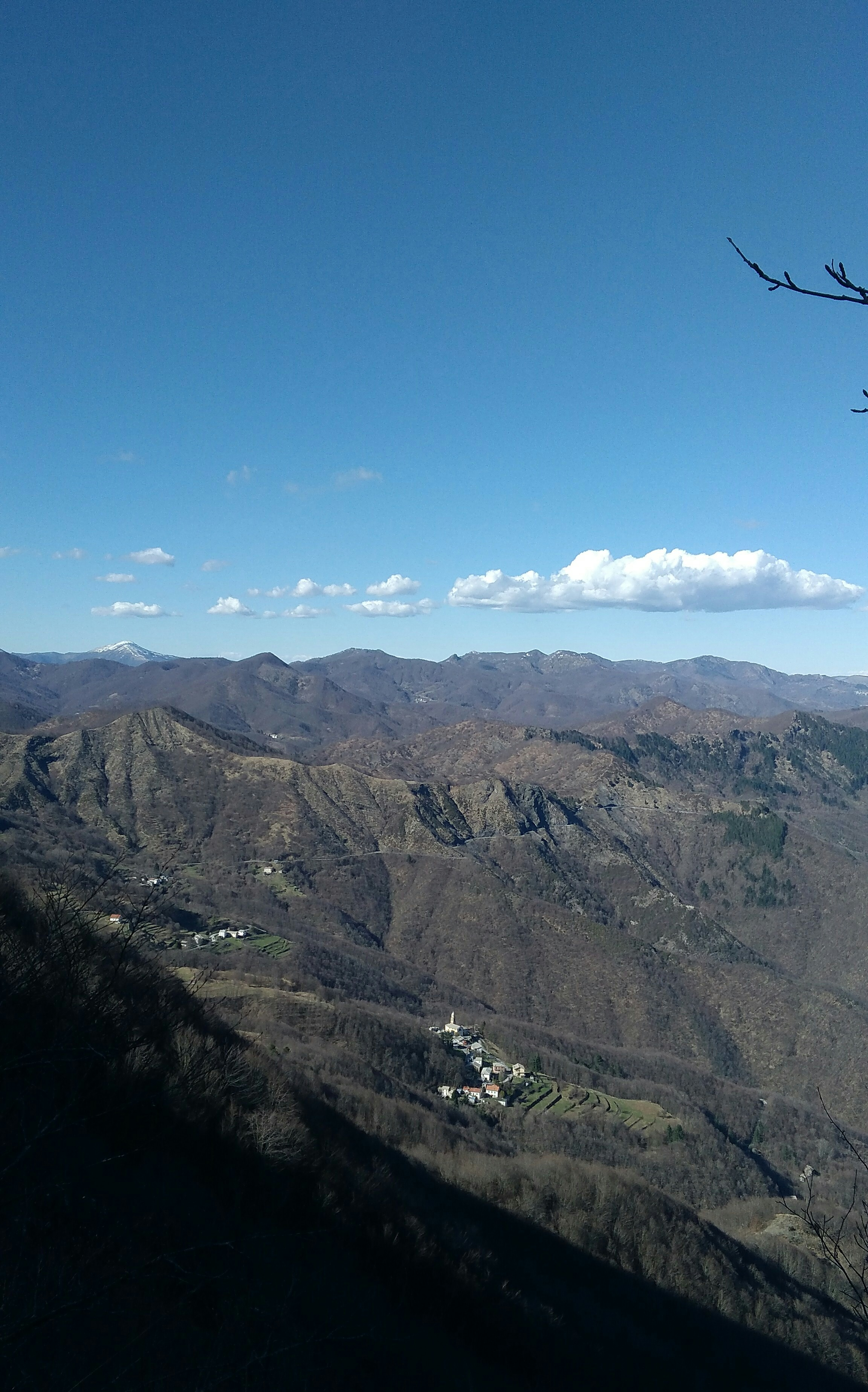
Panorama dalla cresta del monte Ramaceto

Esposta prevalentemente a levante, la frazione si estende tra i castagneti, le faggete e le radure delle pendici settentrionali del massiccio del monte Ramaceto, in una zona ricca di acque sorgive, con una vista spaziosa che abbraccia le cime dei monti Aiona, Bregaceto, Ghiffi, Zatta e si spinge fino alla vetta più alta della provincia di La Spezia, il monte Gottero. 
È costituita da una costellazione di nuclei rurali disposti a raggiera, secondo un modello tipico degli insediamenti di transumanza, intorno alla chiesa parrocchiale di San Rocco, che sorge in località Arpetta, al culmine del versante nord occidentale della valle Sturla. Parte dell'abitato sorge lungo un antico itinerario di collegamento verso la val d'Aveto, già in uso in epoca altomedievale che, risalendo la valle del torrente Oneto, svalica lo spartiacque presso il passo della Colletta, sopra la località Acero di là. 
Il confine meridionale del territorio fu stabilito nel 1651, in seguito alla costituzione della parrocchia, in corrispondenza del rio Castelinto, che incrocia oggi la strada comunale Acero – Belpiano – Tigliolo a valle della località Poggio, primo nucleo abitato della frazione lungo la carrozzabile. Alcune località a valle della chiesa parrocchiale non sono oggi raggiungibili se non attraverso le antiche mulattiere e sono in stato di abbandono (Mucchio di Lavaggio, Sgabbie, Campanzone, Tigliorino di sopra e Tigliorino di sotto). A monte il territorio si estende fino ai 1000 metri della località Cima d'Acero, immediatamente a ridosso dello spartiacque padano, al di là del quale, nel comune di Rezzoaglio, si trovano le cosiddette Isole di Acero, vaste aree prative e boschive di particolare pregio ambientale, attraversate dalle acque del torrente Liciorno, secolarmente adibite a pascolo semibrado dagli abitanti della frazione e oggi amministrate dal locale Comitato beni frazionali.

## Storia

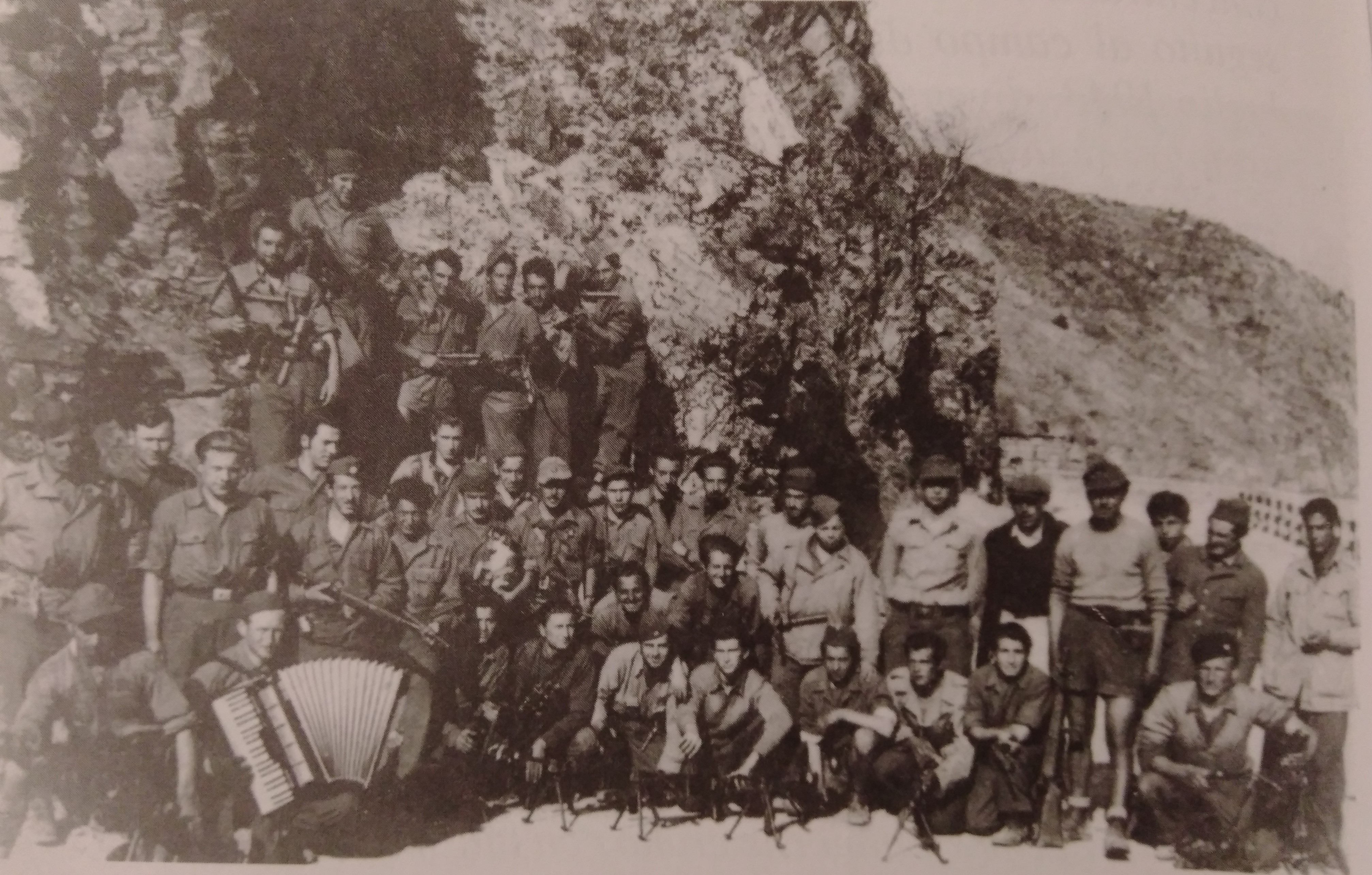
Partigiani della Divisione Garibaldi "Cichero" al passo della Forcella

Il recente ritrovamento di un cippo di età romana in un vicino versante del monte Ramaceto (nel comune di Orero), getta una luce iniziale sulle vicende più antiche del territorio, ma per trovare una menzione, pur incerta, del toponimo bisogna spingersi fino all'età medievale, quando l'atto di riparto della tassa straordinaria imposta da papa Urbano VI sulle chiese dell'arcidiocesi di Genova, nel 1387, sembra nominare il luogo di culto di San Rocco di Acero.  
La località venne elevata a sede parrocchiale alla metà del XVII secolo, distaccandola dalla parrocchia di San Giovanni Battista di Porcile (attualmente: Belpiano); sulla questione, la tradizione locale riferisce di un acuto contrasto, giunto anche alle vie di fatto, tra gli abitanti dei due villaggi, con offese e regolamenti di conti a mano armata. Più cauto ed edificante il racconto che si ricava dalle fonti ecclesiastiche: i fratelli Remondini, autori nella seconda metà del XIX secolo di un'ampia rassegna sulle parrocchie dell'arcidiocesi genovese, raccontano che in seguito al crollo della parrocchiale di Belpiano, la nuova chiesa sarebbe stata edificata in "luogo assai scomodo per la frazione di Accero"; giunto l'arcivescovo di Genova Stefano Durazzo in visita pastorale, "quei di Accero fecero a lui forti querele per questo, e domandarono essere da Porcile segregati, con erigere in parrocchia la loro cappella allora intitolata a San Rocco". In soli due anni "quei buoni villici" rifabbricarono la chiesa e costruirono una abitazione per il futuro parroco: "scosso dal fervore di quel pugno d'uomini così risoluti", l'arcivescovo decretò, il 1 marzo 1651, la nascita della nuova parrocchia, che vide la luce in una temperie storica particolarmente favorevole a tali operazioni: le distanze tra gli abitati erano accentuate dalla viabilità non sempre agevole e da parte delle autorità ecclesiastiche esisteva l'esigenza di esercitare un più efficace controllo del territorio per quanto riguardava l'ortodossia religiosa e la riscossione delle decime. In occasione della festa di san Giovanni Battista, il rettore di Acero avrebbe dovuto consegnare annualmente al parroco di Porcile un cero del peso di una libbra, come riconoscimento della matrice originaria della parrocchia, ma la povertà di entrambe le comunità (ed in particolare di quella di Porcile, come amaramente lamenta nel 1775 il rettore Giovanni Battista Barbieri nel Liber legatorum conservato nel locale archivio) fece probabilmente decadere la tradizione già alla fine del XVII secolo. 

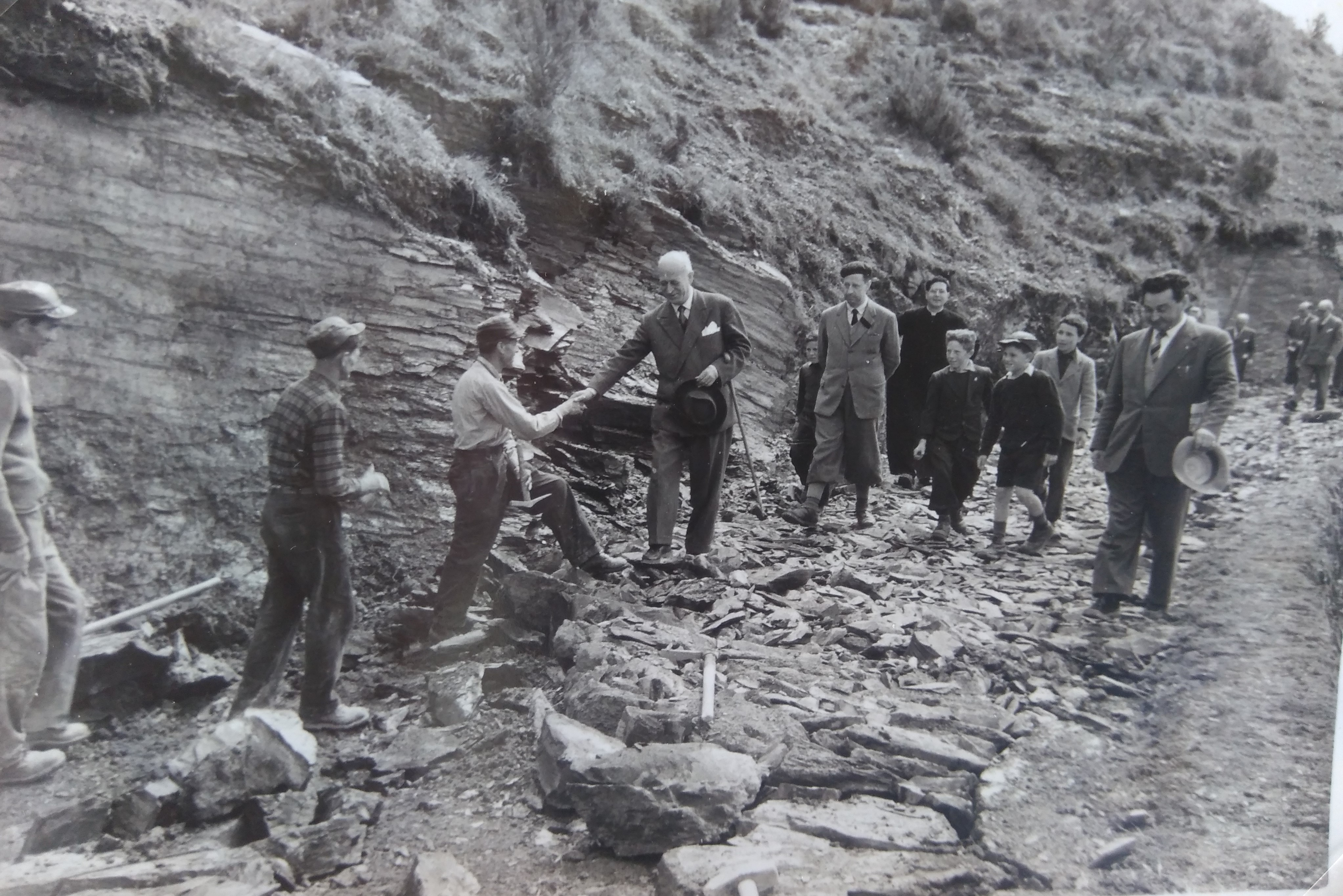
Giovanni Maggio, presidente della Provincia di Genova, in visita al cantiere della strada Acero - passo della Forcella.

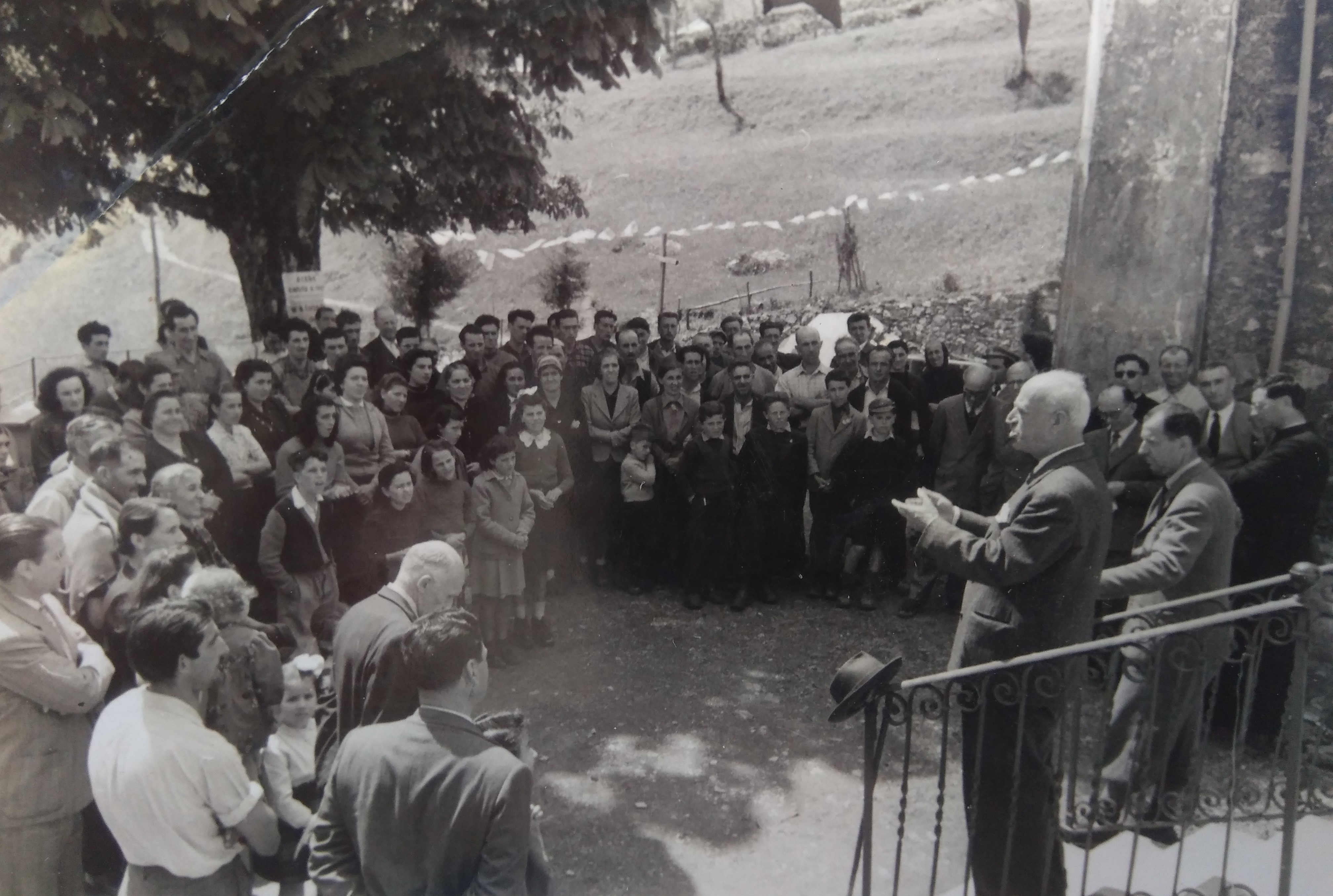
Roberto Lucifredi e Giovanni Maggio parlano alla popolazione di Acero

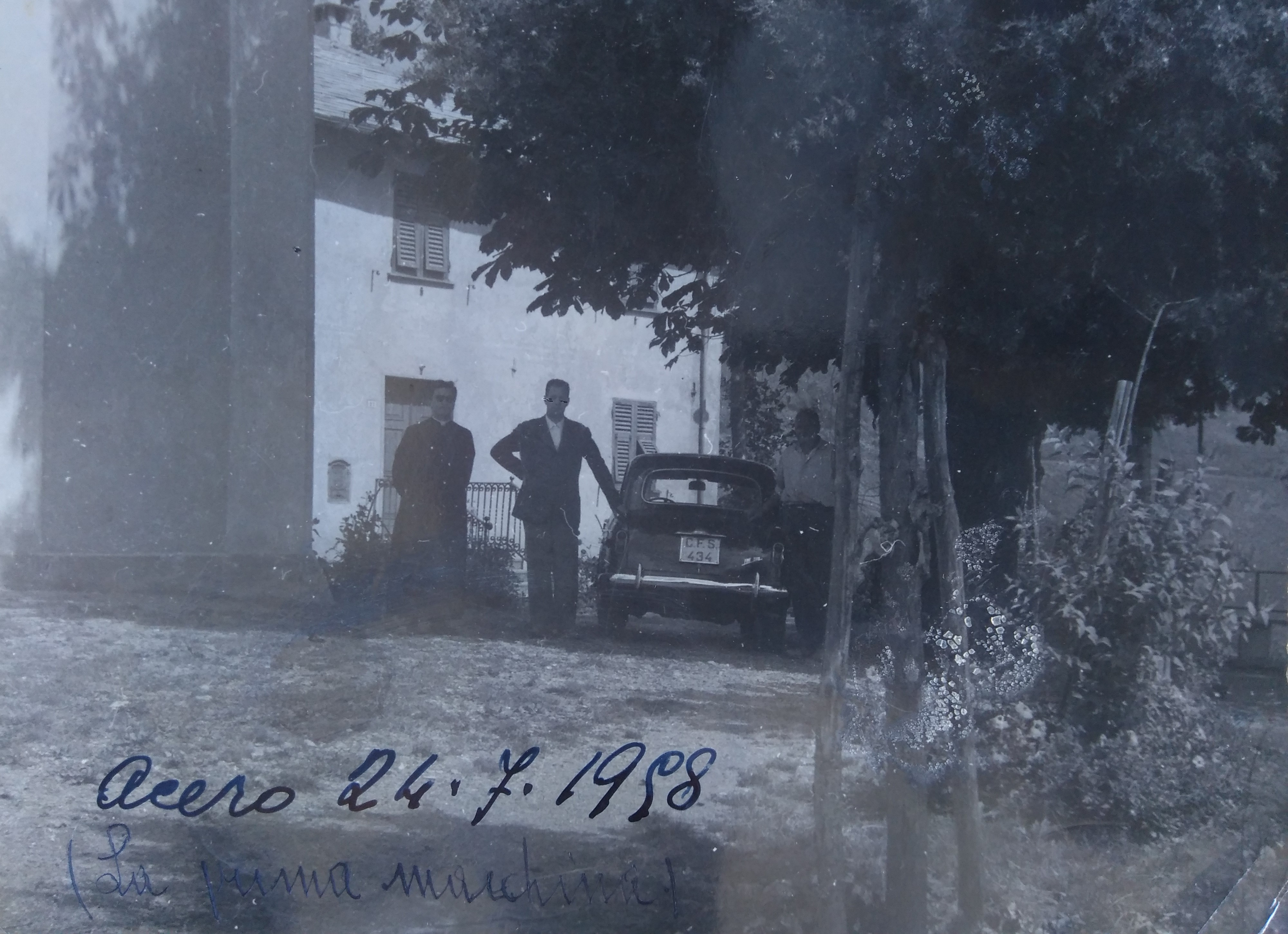
La prima automobile giunta in paese

Nelle vicende della nuova parrocchia merita una menzione il caso di due sacerdoti che ne ressero la cura d'anime per buona parte del XVIII secolo: Gio Maria Molinelli (dal 1710 al 1764) e Gio Maria Biggio (dal 1764 al 1798; poi economo tra il 1813 e il 1817). Il primo viene definito "astuto e politico" in un esposto degli abitanti della frazione, che lo accusano di  "trattare con alcuni suoi soliti compagni cause civili, e criminali contro li suoi poveri parochiani di Acero per loche vi sono state molte famiglie che sono rimaste esterminate e rovinate, parte delle quali disperse, e morte in Corsica, e parte negli alberghi di Genova". Una denuncia anonima del 1779 restituisce un ritratto ancor più vivido del successore, Gio Maria Biggio, che sarebbe stato figlio dello stesso Molinelli: un giovane di non buoni costumi o quantomeno non desideroso di intraprendere la carriera ecclesiastica, protagonista di una rocambolesca fuga che costrinse la madre e il parroco ad inseguirlo fino a Roma. Ricondotto a più miti consigli e presentato dal presunto padre alle autorità civili e religiose genovesi con "fede di vita et moribus" e "carico di salami, formaggi e denari", il giovane venne nominato parroco della frazione nel 1764, all'età di 24 anni (forse, chiosa l'anonimo autore, "per il castigo del popolo di Acero"). Per entrambi, le fonti raccontano storie di soprusi, ricatti, taglieggiamenti, violenze ad opera di vere e proprie squadre di "bravi", ospitate persino nella casa canonica. 
Gli studi di Marco Porcella sull'emigrazione girovaga nell'appennino ligure-emiliano indicano Acero come uno dei centri più attivi nell'arte della “birba”, vale a dire la frode a sfondo religioso (questue per il riscatto di inesistenti schiavi cristiani in terre musulmane, vendita di indulgenze, benedizioni o immagini miracolose ecc.), largamente praticata come mestiere da emigranti stagionali dalle popolazioni contadine per sottrarsi alla fame. In particolare, il sacerdote Nicolò Garibaldi, ospite in Acero nel 1842 dello zio, parroco tra il 1817 e il 1847, riferisce che nel paese i cattivi “vincono nel numero i buoni”, a motivo di una singolare diffusione tra i parrocchiani della capacità di leggere e scrivere utilizzata a detta del prete per “le loro malizie”, vale a dire, appunto, la pratica della “birba”.
Prima stagionale, poi duratura, l'emigrazione è un tratto caratteristico dei contadini dell'Appennino ligure e anche Acero, definita in una guida escursionistica di fine Ottocento come "povero villaggio situato in alto fra verdeggianti prati", non fa eccezione. Nel 1803 vivono nel villaggio 196 persone ma già nei primi decenni dell'Ottocento si segnala la presenza di abitanti della frazione in Nordamerica  ed è intorno al 1840 che abbandona il paese la famiglia del più illustre dei suoi emigranti, quell'Andrea Sbarboro che verrà definito il “re dei vini della California”; le note dei fratelli Remondini riportano che gli abitanti della frazione nel 1884 sarebbero 300 “se la metà di essi non si trovasse in America”; negli stessi anni, la "Guida-dizionario ligure" del Rainusso segnala che la popolazione è "sparsa e diminuita".
Le due guerre mondiali hanno colpito la località con la mobilitazione degli uomini in età di leva. Nel corso della Grande Guerra, Acero dovette piangere un caduto, Marco Repetto (morto sull'Ortigara nel 1917) e un bersagliere deceduto a casa dopo aver contratto l'influenza spagnola, Bartolomeo Repetto. Tre invece i morti della frazione durante la seconda guerra mondiale: Serafino Biggi, Vittorio Rapallo, Silvio Repetto, dispersi in Russia. Come tutta l'area dell'appennino ligure, Acero fu interessata dalle vicende della Resistenza; sul versante immediatamente al di là del monte Ramaceto sorge la località di Cichero, primo avamposto partigiano nel levante ligure, da cui prese il nome la celebre divisione guidata da Aldo Gastaldi "Bisagno" ed i cui uomini, come Dionigio Marchelli "Denis" e Stefano Malatesta "Croce" , operarono anche nel territorio della frazione. Il valico della Forcella era occupato da un importante presidio tedesco che gli uomini della brigata "Berto" fecero saltare in aria prima di scendere a valle, nei giorni della Liberazione.  
Dopo la seconda guerra mondiale anche Acero conobbe il fenomeno dell'irreversibile spopolamento montano, tipico degli anni del boom economico. Le innovazioni del progresso che investirono il paese, come l'elettricità, il telefono o la costruzione di una nuova scuola elementare, non frenarono l'abbandono del territorio. L'opera di maggior rilievo in questo periodo fu la realizzazione della strada carrozzabile che collega Acero alla provinciale 586 attraverso il passo della Forcella, promossa dall'allora parroco Luigi Sbarbaro. Il primo colpo di piccone venne dato, simbolicamente, da Roberto Lucifredi nel 1953, allora Sottosegretario alla Presidenza del Consiglio nel Governo De Gasperi VII, e la prima automobile giunse in paese nel 1958. Si trattò di un'impresa decisamente ardita, che vide gli abitanti della frazione impegnati in un grande sforzo collettivo: sostituire all'antico tracciato pedonale (che superava il valico della Forcella lungo le ripide pendici del monte Cavallo) una strada gettata artificialmente nel cuore del dirupo, tagliando in due il grande olistostroma detto “Rocca Nera”, demolendo a colpi di mina e piccone i costoni di roccia e gettando anche un ponte artificiale tra due di essi. Durante i lavori una caduta accidentale costò la vita ad un abitante del paese, Giocondo Ferretti. Nel 1966 venne realizzata anche la strada carrozzabile che collega Acero a Brizzolara, passando per le località di Belpiano e Tigliolo.

## Monumenti e luoghi di interesse

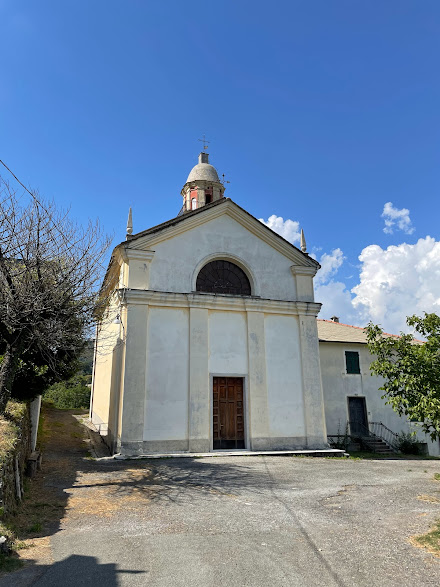
La chiesa parrocchiale di San Rocco

### Architetture religiose
- Chiesa parrocchiale di San Rocco. Su una preesistente cappella dedicata al santo pellegrino francese venne costruito l'attuale edificio, la cui prima pietra venne posata l'ultimo giorno di maggio del 1649. La dedicazione iniziale, che associava all'attuale santo titolare anche la Natività di Maria e santo Stefano protomartire non mise radici; le feste patronali celebrate dalla parrocchia sono quelle di sant'Anna (26 luglio), di san Rocco (16 agosto) e della Madonna del Rosario (prima domenica di ottobre), cui si aggiunge la celebrazione votiva detta san Rocchino (7 settembre), a ricordo dell'intercessione impetrata a san Rocco dagli abitanti di Acero nel 1835, perché il paese fosse preservato dall'epidemia di colera che aveva allora colpito il Genovesato e buona parte del Regno di Sardegna (nello stesso contesto, furono numerosissime in tutto il circondario le manifestazioni devozionali, la più celebre delle quali, nota come “miracolo delle rondini”, vide protagonista a Chiavari l'arciprete Antonio Maria Gianelli)[16]. Nel 1822 la chiesa fu ingrandita e rifabbricata. Alla metà del XX secolo gli interni furono dipinti e decorati da Cesare Donati; il presbiterio subì un rifacimento negli anni immediatamente successivi al Concilio Vaticano II, con la demolizione dell'altare maggiore che risaliva al 1770.

### Architetture civili
- Monumento alla Resistenza al passo della Forcella, opera di Nicola Neonato, dedicata ai partigiani e alle popolazioni contadine che li sostennero durante la lotta di Liberazione.

### Aree naturali

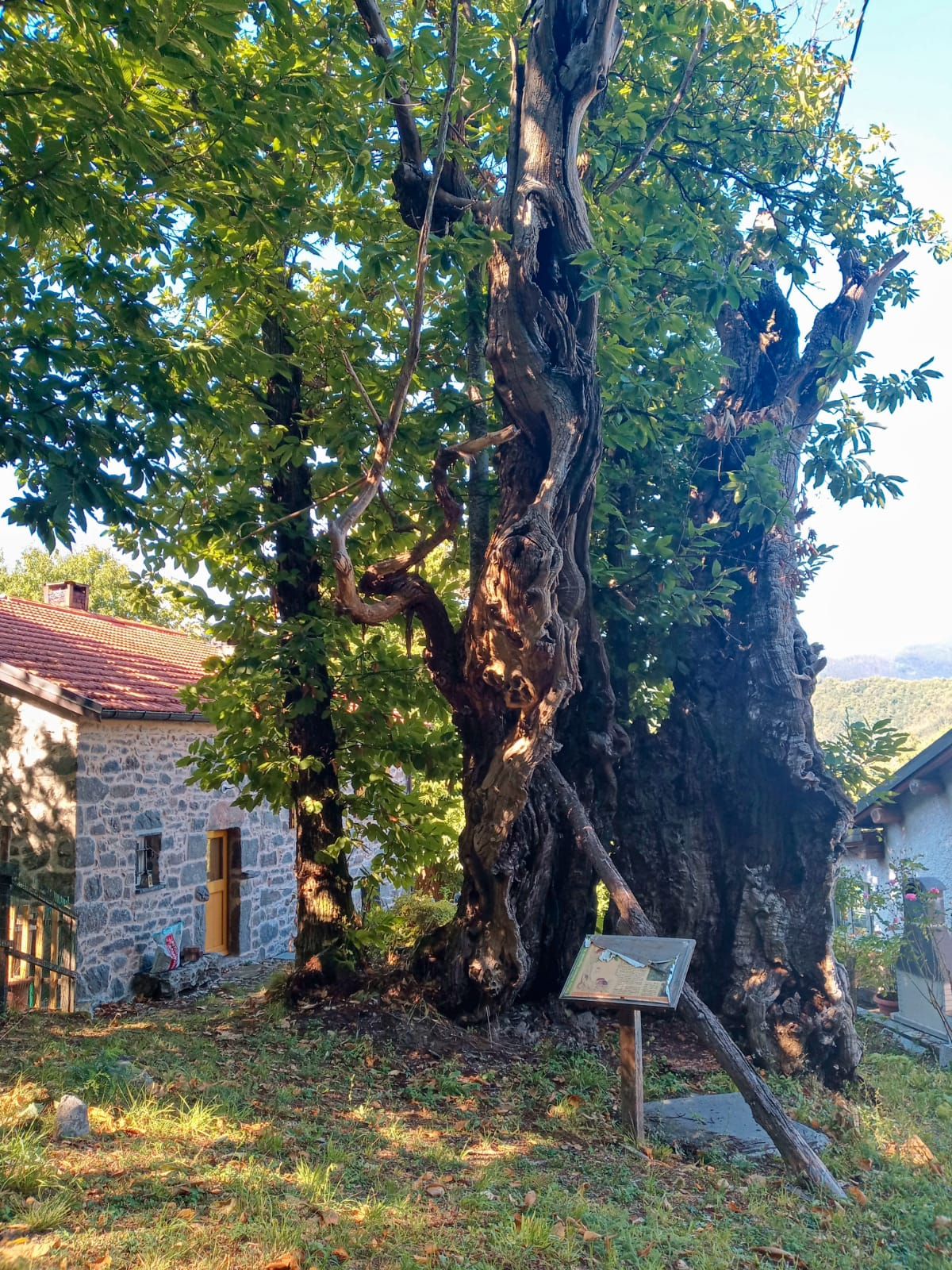
Il castagno monumentale in località Poggio (settembre 2023)

- Castagno monumentale: si trova nella località Poggio, alle spalle di un ben conservato edificio rurale del XVII secolo detto "Ca' de' g'Ursci" (Casa degli Orsi). L'età stimata della pianta è tra i 500 e gli 800 anni[17].

- Olistostroma del passo della Forcella: ben visibile dalla strada carrozzabile, in prossimità del valico, emerge un ampio olistostroma, chiamato "Rocca Nera" dagli abitanti della frazione.
- Isole di Acero: accessibili dal passo della Crocetta sul versante ligure o dall'abitato di Ventarola sul versante padano, sono attraversate dal torrente Liciorno e costituiscono una della aree naturalisticamente più pregevoli del Parco naturale regionale dell'Aveto. La zona, utilizzata da secoli per il pascolo semilibero, il taglio del legname e la fienagione, si segnala per gli scorci suggestivi, il profilo pianeggiante, l'abbondanza di acque e varie particolarità di flora e fauna; risulta inoltre arricchita da emergenze storiche e architettoniche, come l'antica dogana genovese in località “Casa bruciata”, parte di un ancor più antico itinerario che dall'appennino ligure conduceva verso le pianure emiliano-pavesi.